# Suakin
Suakin oppure Sawakin (in arabo سواكن‎? Sawákin) è un porto nel Sudan del nord-est, sulla costa occidentale del Mar Rosso con una popolazione al 2009 di 43 337 abitanti.
Originariamente era il porto primario della regione, ma adesso è secondo a Port Sudan, situato circa 45 km a nord. La vecchia città, costruita in corallo, è in rovina.
Ci sono traghetti giornalieri per la città di Gedda in Arabia Saudita.

## Etimologia
Sawakin (سواكن) è una parola di origine araba che significa "abitanti" oppure "fermità".
Una leggenda rimanda ad un'altra leggenda nella quale il Re Salomone vi fa imprigionare tutti i jinn (personaggi della mitologia musulmana simili ma inferiori agli angeli).
Il nome, nella lingua begia, di Suakin era U Suk, dalla parola araba suq che vuol dire "mercato".

## Storia

### Antichità
È molto probabile che Suakin sia il Porto di Buona Speranza dell'Età Tolemaica, in latino Limen Evangelis, descritto come un'isola circolare all'interno di una baia di forma oblunga.
In Età Tolemaica e Romana il porto principale era il porto di Berenice, situato a nord della costa. Con la crescita del califfato islamico le rotte commerciali si spostarono sulla costa del Higiaz e del Golfo Persico.

### Medioevo
Con il collasso degli Abbasidi e l'avvento dei Fatimidi tutto questo cambiò e i porti principali divennero quelli di Quseir e 'Aydhab con rotte commerciali verso l'India ed il trasporto di pellegrini verso la Mecca. I primi riscontri storici di Suakin si ebbero nel X secolo da al-Hamdani il quale disse che era già una città antica. Al tempo, Suakin era già un agglomerato begio che incominciò a crescere con l'abbandono del porto di Badi, situato più a sud. Con le Crociate e le Invasioni Mongole l'incremento delle rotte commerciali in questa regione si fece sentire, con mercanti veneziani che iniziarono a stanziarsi nelle città di Suakin e Massaua nel XIV secolo.

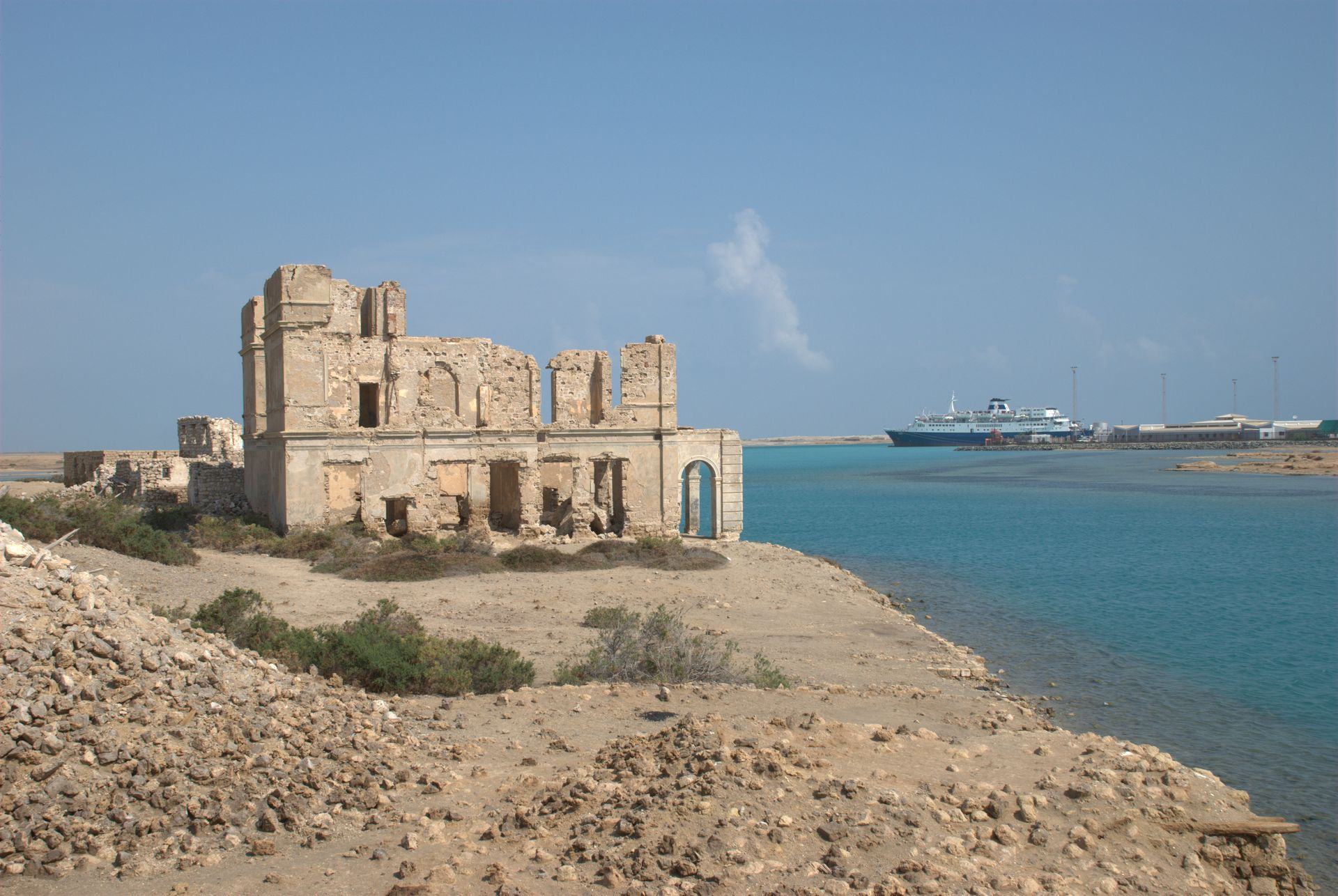
Suakin

Uno dei sovrani di Suakin, Ala al-Din al-Asba'ni, fece pratica di pirateria attaccando le navi che passavano al largo delle coste. Nel 1264 il Mamelucco, Baybars governatore del Qus, con il suo generale Ikhmin Ala al-Din attaccò con il supporto della città di Aydhab. Al-Asba'ani fu costretto a scappare dalla città. Fu probabilmente a causa di questo evento che più tardi il Re Davide di Nubia decise di attaccare a sua volta Assuan. La continua ostilità tra le due città è provata dal fatto che, dopo che il Sultano Barsbay distrusse la città di Aydhab nel 1426, i profughi che migrarono a Suakin invece che a Dongola furono tutti uccisi.
Come i Nubiani e gli Etiopi i Begi erano originariamente cristiani nonostante la formale sottomissione ai Mammalucchi nel 1317. O.G.S. Crawford crede che la città rimase cristiana fino al XIII secolo. Immigrati da Banu Kanz gradualmente trasformarono la fede della città in musulmana. Documenti di ibn Battuta registrano che il sultano di Suakin, al-Sharif Zayd ibn Abi Numayy ibn 'Ajlan, che era il figlio di un sharīf della Mecca, seguendo le leggi inerenti all'erdità della zona, ereditò la sovranità, della zona, dalla sua zia materna di stirpe Begia.

### Sovranità Ottomana e Britannica

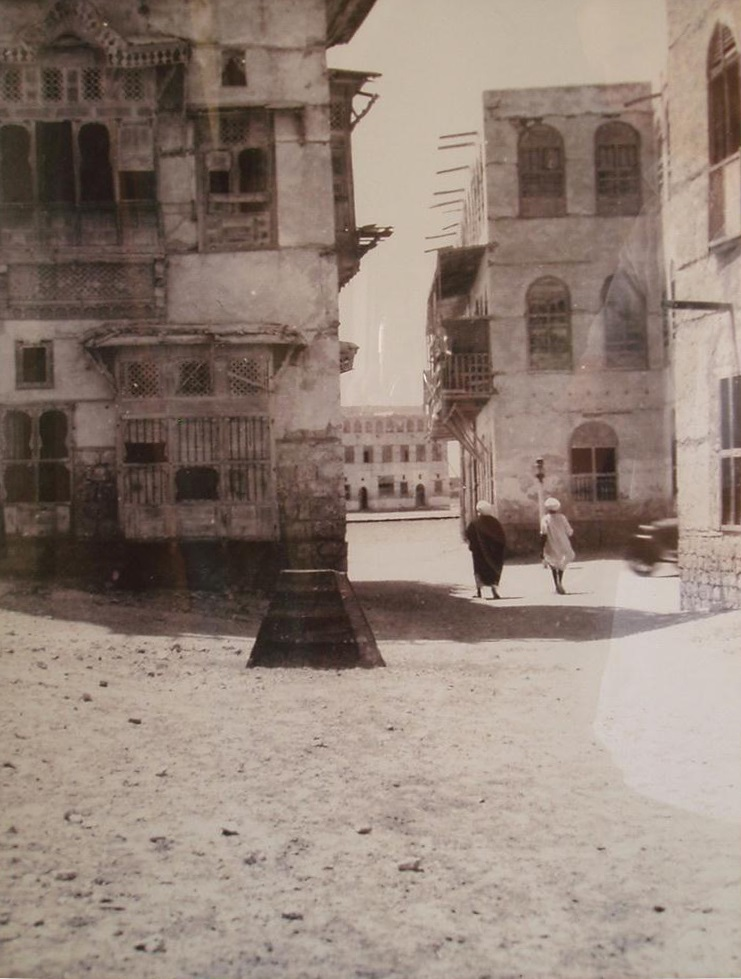
Suakin nel 1928

Nel 1517 il porto fu conquistato dal sultano Ottomano Selim I. Dopo un breve periodo di permanenza dei Funj, diventò la residenza permanente dei pascià della provincia ottomana di Habes, la quale includeva Arqiqo e Massaua situata nell'odierna Eritrea. Sotto i Turchi, Suakin perse molti abitanti visto che gli esploratori portoghesi scoprirono e perfezionarono una nuova rotta commerciale circumnavigando l'Africa: quando gli Ottomani furono incapaci di fermare questo commercio lungo la nuova rotta i mercanti incominciarono ad abbandonare la città.
Un certo commercio continuò con il Sultanato di Sennar, ma nel XVIII e XIX secolo il viaggiatore svizzero Berg vide che due terzi delle abitazioni erano oramai in rovina. Il chedivè Isma'il ricevette Suakin dagli Ottomani nel 1865 e cercò di rivitalizzarla costruendo nuove case, mulini, moschee, ospedali ed anche una chiesa per gli immigrati di fede copta. Ma la fallita guerra tra l'Egitto e l'Etiopia condusse alla rivolta Mahdista contro il colonialismo inglese. Lord Herbert Kitchener usò Suakin come il suo quartier-generale e sopravvisse a un lungo assedio, ma, dopo la sconfitta Mahdista i Britannici, invece di ricostruire la vecchia città, preferirono fondarne una nuova, chiamata Port Sudan, una sessantina di chilometri più a nord. La scelta di costruire uno scalo portuale alternativo era dettata dal fatto che sorgeva su un'insenatura più profonda e più facilmente accessibile. Suakin iniziò a decadere rapidamente, i commerci si trasferirono a Port Sudan e la principale attività divenne la pesca. Nel 1922 gli ultimi mercanti lasciarono Suakin per sempre.
Nel 2017 il governo turco ha stanziato 650 milioni di dollari per il recupero della città vecchia di Suakin, in ottica turistica, e la costruzione di una nuova darsena. Pochi mesi dopo, nel marzo 2018, il Qatar ha siglato con le autorità di Khartoum un accordo di 4 miliardi di dollari per il restauro ed il rilancio del porto della città.

## I tipici edifici di Suakin
Una descrizione dettagliata, così come planimetria e schizzi di questi edifici possono essere trovati nel libro "Gli edifici di corallo di Suakin" di Jeanne-Pierre Greenlaw, Kegan Paul international ISBN 0-7103-0489-7.